# Platte Bosch
Het Platte Bosch is een bos gelegen tussen Bocholtz en Nijswiller in de gemeente Gulpen-Wittem in de Nederlandse provincie Limburg. In de volksmond wordt dit bos dan ook vaak het Nijswillerbos genoemd. Ten noorden van het bos ligt Baneheide. Het hellingbos wordt doorsneden door de N281. Stichting Het Limburgs Landschap beheert aan de zuidwestzijde van het bos een natuurreservaat van bijna zes hectare groot.
Ten zuiden van het Platte Bosch ligt het Kolmonderbosch.

## Herkomst naam
Het bos ontleent zijn naam aan een in de 19e eeuw gekapt bos: Plattenbeusch, dat ten noorden van het gehucht Baneheide lag op het Plateau van Bocholtz. Het huidige Platte Bosch droeg in die tijd de naam Niswilderbeusch.

## Soortenrijkdom
Doordat het bos verschillende grondtypes kent is het rijk aan verschillende soorten bomen, struiken en andere planten. Door het vroegere hakhoutbeheer is een deel van de loofbomen en struiken meerstammig en staan op lage stoven. Behalve hulst en Amerikaanse vogelkers komt in de struiklaag de zeldzame mispel voor. Op de bosbodem komt onder andere bosanemoon, dalkruid en adelaarsvaren voor. Op het plateau is bloemrijk grasland aanwezig en onderaan de helling ligt een klein in goede staat verkerend kalkgrasland met een hoge natuurwaarde. Hier groeien kalkminnende plantensoorten als aarddistel, kalkwalstro, Duitse gentiaan en fakkelgras. In de bosrand op het zuiden zijn warmteminnende insecten aan te treffen, zoals de vrij zeldzame zwartstipspanner, een nachtvlinder. Dit grasland wordt als beheermaatregel eenmaal per jaar gemaaid en het maaisel wordt afgevoerd.